# Ofer Bronchtein
Ofer Bronchtein est un conseiller et un associatif franco-israélien. Il est président et co-fondateur du Forum international pour la paix basé à Paris. Il est aussi l'envoyé spécial pour le moyen-Orient du président Emmanuel Macron. 

## Biographie

### Famille et jeunesse
Né en 1957 à Beer-Sheva, Ofer Bronchtein passe son enfance en Israël avant d'arriver en France avec ses parents à l'âge de 9 ans.
Il retourne en Israël à l'âge de 17 ans, séjourne quelque temps dans un kibboutz, puis s'installe dans le quartier de Shkhunat Hatikva à Tel Aviv où il commence à militer pour la justice sociale, la paix et la réconciliation avec les Arabes et les Palestiniens.

### Carrière
En 1987, il rencontre Mahmoud Abbas en Espagne en violation de la loi israélienne qui interdit alors tout contact avec des représentants de l'Organisation de libération de la Palestine (OLP), ce qui lui vaut de passer quinze jours en prison à son retour en Israël.
À l'époque de la négociation des accords d'Oslo, il devient conseiller d'Yitzhak Rabin et fait partie de la délégation israélienne lors de leur signature le 13 septembre 1993 à Washington.
En 1994, il organise la visite du vice-premier ministre israélien Binyamin Ben-Eliezer à Tunis où il rencontre Yasser Arafat et les dirigeants palestiniens.
En 2002, il crée avec Anis al-Qaq (en) le Forum international pour la paix dont l'objectif est de promouvoir le dialogue entre Israéliens et Palestiniens, Européens et Méditerranéens, et de mettre en place des projets de développement culturel, économique et social.
Le 21 avril 2011, Mahmoud Abbas honore à Paris une promesse faite par Yasser Arafat en remettant à Ofer Bronchtein un passeport palestinien pour ses efforts en faveur de la paix,.
Depuis juillet 2020, Ofer Bronchtein est chargé de mission d'Emmanuel Macron pour le rapprochement entre Israéliens et Palestiniens. Depuis la guerre d'Israel à Gaza, il est l'envoyé spécial pour le moyen-Orient de Macron.

### Vie personnelle
Ofer Bronchtein a été à plusieurs reprises la cible de violences et de menaces, notamment de la part de la Ligue de défense juive (LDJ).